# Franciscaines de Notre Dame du Bon Conseil
Les franciscaines de Notre Dame du Bon Conseil sont une congrégation religieuse féminine enseignante et hospitalière de droit pontifical.

## Historique
La congrégation est fondée le 14 février 1896 à Astorga par Thérèse Rodon i Asencio, les sœurs prennent l'habit religieux le 26 avril, fête de Notre Dame du Bon Conseil. Les constitutions sont approuvées en 1897 par Mgr Vicente Alonso Salgado, évêque d'Astorga.
Les premières sœurs accueillent des enfants dans les orphelinats et les écoles du dimanche, soignent les personnes âgées et les malades dans les hôpitaux et à domicile. En 1920, la congrégation est agrégée à l'ordre des frères mineurs. 
L'institut est reconnu de droit pontifical en 1962.

## Activités et diffusion
Les sœurs sont voués à l'enseignement, aux soins des malades et des personnes âgées.
Elles sont présentes en:
- Europe : Espagne, Portugal.
- Amérique : Pérou.
- Afrique : Kenya.

La maison-mère est à Madrid.
En 2017, la congrégation comptait 178 sœurs dans 23 maisons.